# Costa di Lassiter

La costa di Lassiter nella parte orientale penisola Antartica.

La costa di Lassiter (centrata alle coordinate 73°45′S 62°00′W) è una porzione della costa della Terra di Palmer, in Antartide. In particolare, la costa di Lassiter si estende nella parte orientale della penisola Antartica, tra capo Mackintosh (72°53′S 60°03′W), a nordest, e capo Adams (75°04′S 62°20′W), a sudovest, confinando a nord con la costa di Black e a sud con la costa di Orville. La costa è separata dalla costa di English, sul lato occidentale della penisola Antartica, per mezzo delle Antartande.

## Storia
La parte più settentrionale della costa di Lassiter è stata scoperta e fotografata per la prima volta nel 1940, durante un volo di esplorazione effettuato da membri del Programma Antartico degli Stati Uniti d'America. La mappatura dell'intera estensione della costa la si ebbe invece nel 1947 grazie a fotografie aeree scattate da membri della spedizione antartica di ricerca Ronne (RARE), comandata da Finn Rønne, e all'opera di cartografi del Falkland Islands Dependencies Survey.
La costa è stata battezzata con il suo attuale nome dal Comitato consultivo dei nomi antartici in onore di James W. Lassiter, capitano dell'aeronautica statunitense, che partecipò come pilota comandante alla RARE e che fu a capo non solo del volo che portò al completamento della scoperta della costa di Lassiter, ma anche del volo a sudest di capo Adams che portò al primo avvistamento e alle prime fotografie del fronte marino della piattaforma di ghiaccio Filchner-Ronne.